# May'n
Mei Nakabayashi (中林 芽依 Nakabayashi Mei?) conocida por su nombre artístico, May`n (メイン Mein?, Tokio, Japón, 21 de octubre de 1989) es una cantante de J-Pop japonesa.

## Carrera artística
A la edad de 13 años participó en la 28va "Horipro - Talento Scout Caravana - Love Music - Audición" y, de los 34.911 aspirantes, se convirtió en una de las 4 Finalistas en el Shibuya Club Quattro.
En el 2005, hizo su debut en la disquera de Universal con su sencillo llamado Crazy Crazy Crazy. Dos meses después fue reeditado con el agregado de una pista extra.
Su segundo sencillo se llamó, Sympathy. En 2006, cantó el ending para el anime: Love Get Chu ~Mirakuru Seiyū Hakusho~, Que fue incluido en su tercer sencillo llamado Fallin' in or not en el cual colaboró con el rapero SEAMO.
En el 2007, fue elegida para ser la voz de Sheryl Nome para sus canciones en el anime: Macross Frontier.
En enero de 2008, cambió su nombre artístico a May'n (diminutivos de May Nakabayashi) tras abandonar Universal y formar parte de las líneas de la disquera JVC.
Ese mismo año se le atribuyó el apodo de “Sheryl Nome” como un personaje de anime para presentar sus canciones “Diamond Crevasse” y “Lion”, las más conocidas hasta el momento.
Actuó por primera vez fuera de Japón en noviembre de 2008 en el Anime Festival Asia de Singapur. Ese mismo año participa en el anime Shangri-la con el opening titulado Kimi nishitamo Koto nakare. Volvió a este Festival en 2009.
En marzo de 2010 hizo su primera gira asiática con su gira BIG★WAAAAAVE!! ~ Asia Tour 2010 pasando por Malasia, Hong Kong y Taiwán.
En julio de 2010 fue la invitada de honor en el Anime Expo de Los Ángeles. Allí ofreció un concierto junto a Megumi Nakajima.
En marzo de 2011 volvió a ofrecer un concierto especial en el Nippon Budokan como ya hizo en 2010, las entradas se agotaron en pocas horas.
En mayo de 2011 da comienzo su segunda gira por Asia, llamada "UNITE!", en este mismo mes, sale a la venta su sencillo "Scarlet Ballet", que fue el Opening de la serie Aria the Scarlet Ammo
En abril del 2012 vuelve a aparecer con su soundtrack para el anime Accel World, titulado "Chase' the World" por lo cual fue utilizado como el primero de los dos openings de la serie, junto al de Altima titulado "Burst the Gravity" a partir del episodio 14.
En julio del 2013 regresa con su octavo sencillo ViViD, que a su misma vez es el Opening de la seria animada "Blood Lad". Junto con su lanzamiento, también se incluyó el tema Wild Rose, Los cuales se lanzaron el 24 de julio de 2013. En octubre de ese mismo año, la cantante representaría con aquel último sencillo, a Japón en el Festival Televisivo de la Canción de la UAR 2013 que se celebraría en Hanói, la capital vietnamita.

## Discografía

### Álbumes de estudio
- 2009: Styles
- 2010: Cosmic cuune
- 2011: If you...

- 2012: Heat